# 須藤本家
須藤本家株式会社（すどうほんけ）は、茨城県笠間市に本社を置く日本の酒蔵（酒造メーカー）である。創業は平安時代の1141年以前といわれ、2017年現在の当主は55代目という老舗である。日本に現存する企業としては9番目に古く、日本酒の製造会社としては最も古い企業である。

## 概要
正確な創業年は不明であるが、1141年に酒醸造を祈願したお札が残っていることから、1141年までに創業されたとされている。蔵の近くにある仕込み水を汲んだ井戸は800年にわたって使われている。須藤家は元は豪族、酒つくりを始めたのは年貢米の活用からだという。そのため、酒蔵店主としての代々の名である源右衛門のほかに武名である武左右衛門の名も併せ持っていた。1996年には株式会社化。
2014年現在では年間出荷高は800石（一升瓶換算で8万本）。主な銘柄は郷乃誉、山桜桃（ゆすら）、花薫光（かくんこう）など。代表者は55代須藤源右衛門（げんえもん：出生名とは別に須藤本家の当主は代々源右衛門を襲名する）。2007年の従業員数は23人。

## 近代
須藤本家は現存する日本酒メーカーとしては最古の酒蔵だが、現当主になってからは伝統の味をそのまま受け継ぐことはなく、伝統とイノベーションの融合を大事にしている。1973年にはエージング酒や生酒を発売。1991年には醸造用アルコールの添加は止め全部を純米化。2013年からは生産する日本酒はすべて純米大吟醸酒とする。輸出にも力をいれ、輸出先は欧米を中心に30ヶ国に及ぶ。2010年では売り上げの2割が海外で、さらに目標は全体の5割を海外で売ることだとしている。インターナショナルワインチャレンジカップ2007年日本酒部門で金賞を受賞。米は契約栽培とし山田錦や山田穂などを使用していたが現在では地元笠間産の亀の尾系コシヒカリのみを使用しているという。1995年には弥生時代の米に近い米を再現して日本酒を作ることも試みている。

## ブランド
メインブランドは郷乃誉、ほかに霞山、花薫光（かくんこう）、花あわせ、山桜桃（ゆすら）など。花薫光は2016年の伊勢志摩サミットで安倍首相夫人主催の夕食会で出されている。中でも花薫光は特に人気があり、ロマネ・コンティ社長のオーベルド・ビレーヌが70万円の評価を付けるほどの高級酒である。